# Азербайджанцы в Карсе
Азербайджанцы в Карсе (тур. Kars Azerileri; азерб. Qars azərbaycanlıları) — община азербайджанцев, проживающих в иле Карс в Турции. Большое количество азербайджанцев проживает в центре Карса и связанных с центром сёлах. Суннитское население Карса называло азербайджанцев «шия» (редко использовали название «тат» или «аджем»). 
В городе Карс азербайджанцы преимущественно проживают в кварталах (махалля) Енимахалля и Истасйон. Здесь среди азербайджанцев выделяют следующие группы: Молла Мусалылар, Каракилиселилер, Кулубеглилер и Чобанкерелилердилер. Эти названия отражают названия областей и сёл, откуда они происходят.
В районе Карса находятся следующие азербайджанские сёла: Башгедиклер, Байрактар, Беклер, Буюк Акузюм, Каракаш, Кучюк Пирвели, Кюлверен, Сойлу, Тазекент, Йагыкесен, Лайчынлар, Йыланлы. В районе Арпачай — Баджыоглу, Ибишкёй, Каядёвен, Месджитли, Мейданджык, Ташдере, в районе Акьяка — Акбулак, Асланхане, Буюккымлы, Буюкпирвели, Эсеняйла, Кючюк Акузюм, Кучюк Кымлы, Шахналар. Азербайджанцы составляют большую часть населения центра Акакьи. 
В районе Арпачай азербайджанцы наряду с другими  этническими группами проживают в следующих сёлах:  Буюкчатма, Гедиксатылмыш, Кучюкчатма, Четиндурак, Демиркент, Четинкёй, Гаджипири, Калканкале, Хамзагерек, Кюрекдере, Огузлу. Азербайджанцы проживают также в таких сёлах Карса как Гадживели, Йолачан и др.
С 1921 года в Карсе проживает и этнографическая группа азербайджанцев — терекеменцы. Расселены они как в центральных сёлах, так и в сёлах Селима, Сарыкамыша и Арпачая.
На момент восстановления независимости Азербайджана азербайджанцы Карса (включая ил Игдыр, который составлял часть ила Карс до 1992 года), по мнению аналитика радио «Свобода» Л. Безаниса, являлись наименее ассимилированной группой азербайджанцев Турции.